# Карри, Стефен
Уорделл Сте́фен «Стеф» Ка́рри (англ. Wardell Stephen "Steph" Curry II; род. 14 марта 1988[…], Акрон, Огайо) — американский баскетболист, с 2009 года выступающий за команду НБА «Голден Стэйт Уорриорз». Играет на позиции разыгрывающего защитника. Был выбран на драфте НБА 2009 года под 7-м номером. 4-кратный чемпион НБА (2015, 2017, 2018, 2022), дважды MVP НБА (2015, 2016). Лидер в истории НБА по трёхочковым попаданиям как в регулярных чемпионатах, так и в плей-офф. В составе сборной США стал чемпионом мира 2010 и 2014 годов. Признаётся экспертами одним из лучших баскетболистов и является лучшим трёхочковым снайпером в истории.
Сын бывшего игрока НБА Делла Карри и старший брат баскетболиста Сета Карри.

## Биография
Карри родился в Акроне, штат Огайо. Рос в Шарлотте (Северная Каролина), где его отец Делл Карри провёл 10 лет, выступая за команду «Шарлотт Хорнетс». Отец часто брал Стефена и его младшего брата Сета на свои игры, где они участвовали в предматчевых разминках команды. В детстве Стефен посещал школу Монтессори, которую организовала его мать, Соня.. Отец Стефена, Делл Карри, бывший профессиональный баскетболист, 16 лет проведший в различных клубах НБА, в настоящее время является комментатором на матчах «Шарлотт Хорнетс». Мать Стефена, Соня, играла за волейбольную команду Политехнического университета Виргинии. Младший брат Стефена, Сет Карри, также стал баскетболистом, учился в Университете Дьюка, а затем провёл более 350 матчей в НБА.
Стефен окончил среднюю школу Шарлотта. В составе школьной команды Карри включался в символические сборные конференции и штата, три раза помогал команде выйти в плей-офф чемпионата штата. После окончания школы Карри хотел продолжить обучение в альма-матер своих родителей, в Политехническом университете Виргинии, но этот университет не стал предлагать ему спортивную стипендию, поэтому Стефен выбрал скромный Колледж Дэвидсона в Северной Каролине. В начале 2017 года школа (Charlotte Christian school) вывела из обращения номер 20, под которым выступал Карри.
В 2019 году Стефен признался, что с детства имеет глазное заболевание кератоконус, которое снижает его зрение и вынуждает пользоваться склеральными линзами.

## Студенческая карьера

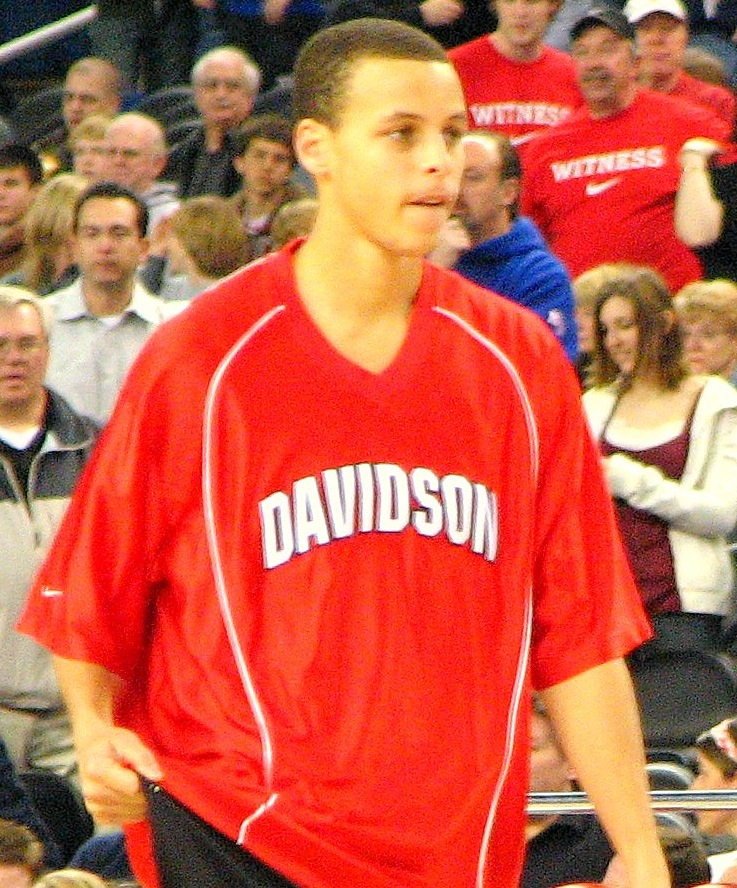
Карри в 2008 году

За три года учёбы в Колледже Дэвидсона Карри сыграл 104 игры, в среднем набирая 25,3 очков, делая 4,5 подбора и 3,7 передачи. В дебютном сезоне Стефен был признан лучшим новичком сезона в Южной конференции, а в следующие два сезона — лучшим игроком конференции. В 2008 году Карри был включён во вторую символическую сборную лучших игроков студенческого чемпионата США, а в следующем году — в первую сборную. Колледж Карри не окончил. В честь плеймейкера назвали студенческую трибуну на арене колледжа.

## Профессиональная карьера

### Голден Стэйт Уорриорз (2009—настоящее время)
После трёх успешных сезонов в колледже Карри решил пропустить последний год обучения и стать профессионалом. На драфте НБА 2009 года он был выбран под 7-м номером клубом «Голден Стэйт Уорриорз». Стефен сразу же стал основным разыгрывающим защитником команды, позволив главной звезде «Уорриорз», Монте Эллису, вернуться на его любимую позицию атакующего защитника.
Он появился в 80 играх (77 стартов) в сезоне 2009/10, набирая в среднем 17,5 очков, 4,5 подбора, 5,9 передачи и 1,90 перехватов за 36,2 минуты. Его хорошая игра во второй половине сезона, дала ему возможность участвовать в гонке за новичка года. Он был назван новичком месяца Западной конференции в январе, марте и апреле, став единственным новичком Западной конференции, выигравшим награду три раза. Он занял второе место в номинации «Новичок года НБА» после Тайрека Эванса и был единогласным выбран в первую команду новичков НБА, став первым игроком «Уорриорз» со времен Джейсона Ричардсона в сезоне 2001/02. Он набрал более 30 очков восемь раз, установив наибольшее количество 30-очковых игр среди всех новичков в сезоне 2009/10 и больше всего с тех пор, как Леброн Джеймс набрал 13 очков и Кармело Энтони — 10 в сезоне 2003/04. У Карри было пять игр с 30 очками. В конце сезона против «Портленд Трэйл Блэйзерс» 14 апреля Карри набрал рекордные в карьере 42 очка, 9 подборов и 8 передач, став первым новичком со времен Робертсона в феврале 1961 года. Карри закончил свой дебютный сезон со 166 реализованным трехочковым броском, результат которого был самым популярным среди новичков в истории НБА.
10 февраля 2010 года в матче с «Лос-Анджелес Клипперс» Карри установил личный рекорд результативности, набрав 36 очков, и сделал трипл-дабл.
В сезоне 2010/11 Карри появился в 74 играх (все старты), набирая в среднем 18,6 очка, 3,9 подбора, 5,8 передачи и 1,47 перехвата за 33,6 минуты за игру. Его процент штрафных бросков был в размере 93,4 (212 из 227) Карри установил новый рекорд «Голден Стэйт» за один сезон, превысив предыдущую отметку в 92,4, установленную Риком Барри в 1977—1978 годах. Он также стал первым игроком Голден Стейт, который возглавил НБА по проценту штрафных бросков со времен Марка Прайса в 1996-97 годах. Карри набрал 20 или более очков 35 раз, в том числе семь более 30 выступлений. 5 декабря он набрал 39 очков, а затем реализовал 14 точных попаданий (20 FGA) против Оклахома-Сити Тандер. В феврале 2011 года, во время All-Star Weekend, Карри выиграл Конкурс умений НБА и набрал 13 очков, восемь передач и шесть подборов за 28 минут в составе команды Sophomore Challenge в Rookie Challenge. В мае 2011 года он выиграл награду НБА за спортивное мастерство и перенес операцию на правой лодыжке.
В укороченном локаутом сезоне 2011/12 Карри появился в 26 играх (23 старта), набирая в среднем 14,7 очка, 3,4 подбора, 5,3 передачи и 1,50 перехвата за 28,2 минуты за игру. Он пропустил 40 игр из-за травм правой лодыжки и стопы, включая последние 28 игр с растяжением правой лодыжки и последующую операцию на лодыжке, которая была проведена 25 апреля.
Перед началом сезона 2012/13 Карри подписал четырёхлетний контракт с «Уорриорз» на 44 миллиона долларов. В то время многие баскетбольные аналитики считали этот шаг рискованным для Голден Стэйт из-за истории травм Карри.

#### Первый плей-офф
По итогам сезона 2012/13 Карри появился в 78 играх, набирав в среднем 22,9 очка, 6,9 передачи с 4,0 подборами и 1,62 перехватами за 38,2 минуты. Он установил новый рекорд НБА реализовав 272 трехочковых броска, затмив предыдущую отметку, установленную Рэем Алленом (269 в сезоне 2005/06), сделав это на 53 меньше попыток, чем Аллен.
В апреле Карри получил награду игрока месяца Западной конференции, набирая в среднем 25,4 очка, 8,1 передачи, 3,9 подбора и 2,1 перехвата в восьми играх в последнем месяце сезона, став третьим Воином, когда-либо выигравшим награду, присоединившись к Крису Маллину (ноябрь 1990 года и январь 1989 года) и Бернарду Кингу январь 1981). Стал первым Воином, набравшим более 45 очков в Нью-Йорке и Лос-Анджелесе со времен Рика Барри в 1966 году.
54 очка Карри против «Никс» включали в себя лучшие в карьере и рекордные 11 трехочковых бросков, став первым игроком в истории НБА, набравшим более 50 очков, набрав более 10 трехочковых в игре.
В этом сезоне он впервые в своей карьере попал в плей-офф, а «Уорриорз» заняли шестое место в Западной конференции. В 12 играх плей-офф он в среднем набирал 23,4 очка, 8,1 передачи и 3,8 подбора. Он установил новый рекорд франшизы попав 42 трехочковых броска в плей-офф, затмив бывший рекорд «Уорриорз» в 29 точных попаданий, ранее принадлежавшей Джейсону Ричардсону.
В первом раунде «Голден Стейт» обыграли «Денвер Наггетс» со счётом 4-3, но проиграли «Сан-Антонио Спёрс» во втором раунде со счётом 2-4. В этом сезоне Карри из-за трёхочковой линии попадал с более высоким процентом, чем 2-очковые броски. Кроме того, дуэт защитников «Голден Стэйт» Стефен Карри и Клей Томпсон установил рекорд НБА по суммарному количеству попаданий из-за 3-очковой дуги за сезон, забросив 483 3-очковых броска. Этот дуэт прозвали «Splash Brothers».

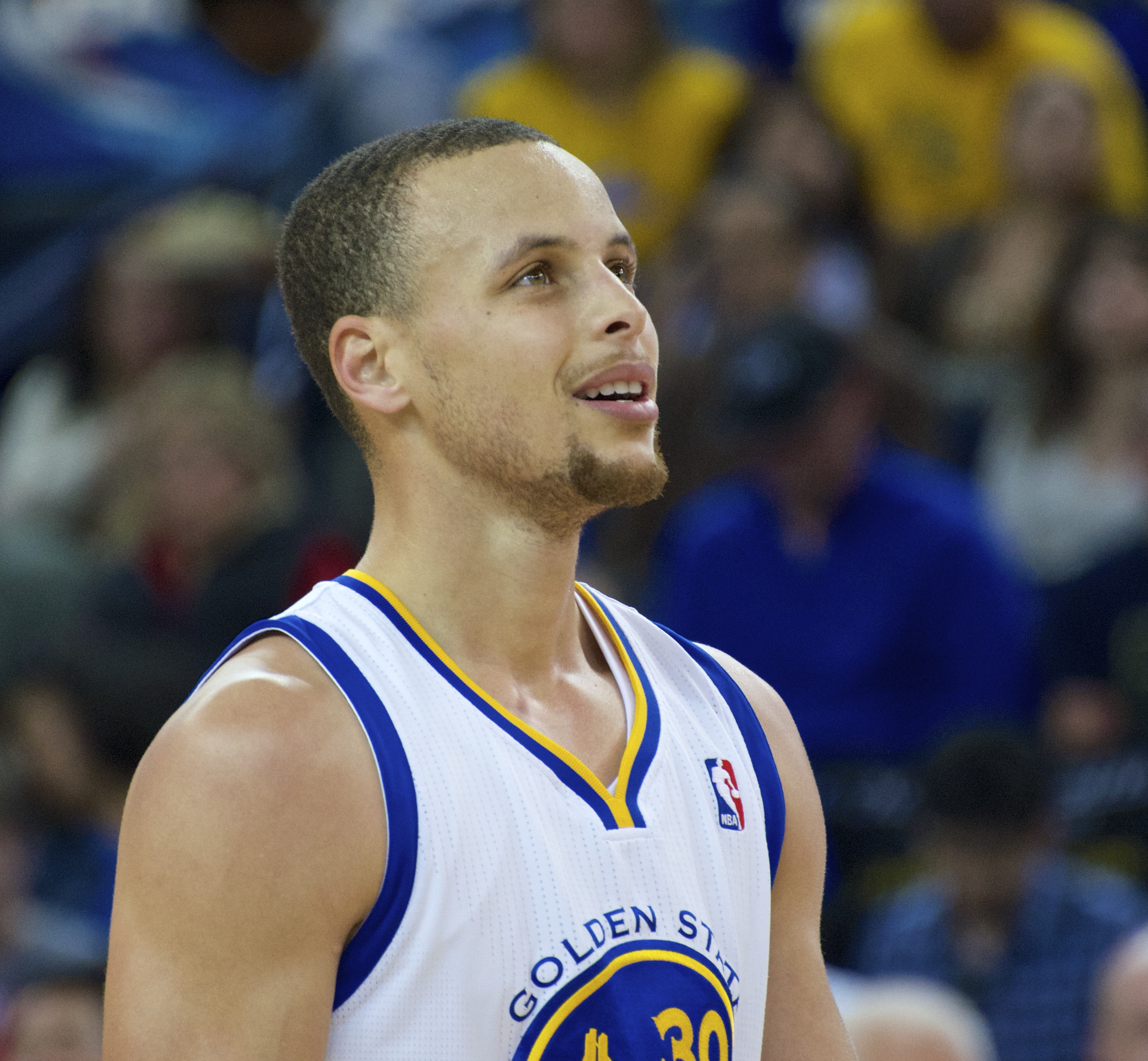
Апрель 2014 года

В сезоне 2013-14 Карри появился в 78 играх, набирав в среднем 24,0 очка, 8,5 передач, 4,3 подбора и 1,63 перехвата, став первым игроком в истории «Уорриорз», набравшим в среднем 24 очка и восемь передач за один сезон. Он был назван игроком месяца Западной конференции в апреле и попал во вторую сборную команд НБА, став первым игроком «Уорриорз», включенным в первую или вторую команду со времен сезона 1993—1994. 7 декабря против «Мемфис Гриззлис» Карри обошёл Джейсона Ричардсона как лидера франшизы по количеству трёхочковых бросков в карьере. В феврале 2014 года он впервые появился на Матче всех звезд. 13 апреля Карри набрал рекордные в сезоне 47 очков в матче против «Портленд Трэйл Блэйзерс». Заняв шестое место второй раз подряд, «Уорриорз» вышли в плей-офф, но потерпели поражение в семи играх от «Лос-Анджелес Клипперс».

#### Династия
«Голден Стэйт Уорриорз» под руководством Стива Керра одержал 67 побед в регулярном сезоне 2014/15, установив рекорд НБА по количеству побед в регулярном сезоне для главного тренера, который дебютировал в лиге. Это стало лучшим результатом как в Западной конференции, так и в лиге в целом. Стефен был признан самым ценным игроком регулярного сезона, набрав 23,8 очка, 4,3 подбора, 7,7 передач, 2 перехвата, попадая с игры 48,7 %, из-за дуги 44,3 % и из-за линии 91,4 %. Тогда Карри установил рекорд по трёхочковым за сезон (286), который он в следующем сезоне же и побьет (402), причем больше чем на сто трёхочковых. Благодаря этому сезону Карри стал считаться одним из лучших игроков и снайперов в НБА. В плей-офф «Голден Стэйт» в первом раунде в «сухую» обыграл «Нью-Орлеан Пеликанс». Во втором раунде, проигрывая в серии 2—1, «Уорриорз» сумел одержать 3 победы подряд над «Мемфис Гриззлис». В финале конференции баскетболисты «Голден Стэйт» победили «Хьюстон Рокетс» со счётом 4—1 и вышли в финал НБА. В финале НБА «Голден Стэйт» победил «Кливленд Кавальерс» со счётом 4—2 и стали чемпионами НБА.

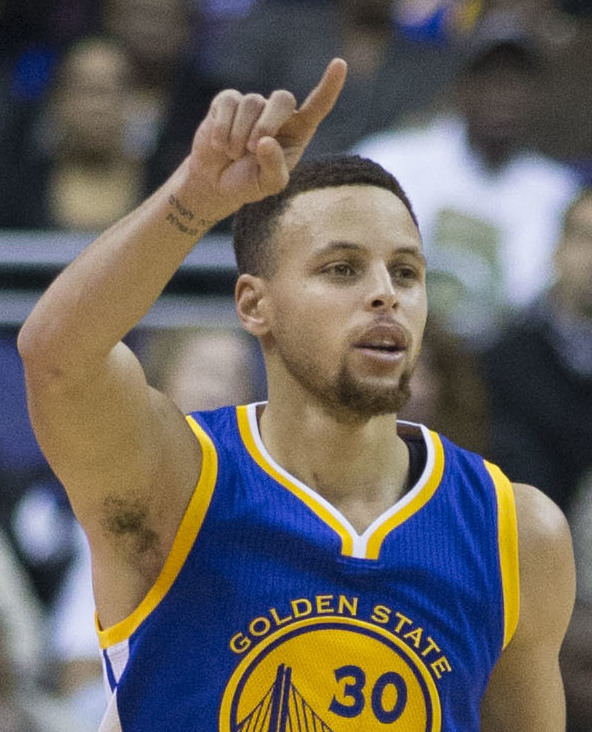
Февраль 2016 года

В сезоне 2015/2016 «Уорриорз» установил рекорд НБА всех времен, выиграв 73 матча в регулярном сезоне и побив рекорд «Чикаго Буллз» (72 победы). Карри установил новый рекорд НБА по количеству реализованных трёхочковых попаданий — 402.
Карри по ходу сезона набирал 30,1 очко, 5,4 подбора, 6,7 передач и рекордные в карьере 2,1 перехвата. Этот сезон пока является самым эффективным для Стефена в качестве реализации с игры. Его бросковая линейка составила 50-45-90 % (Общий процент с игры — процент трехочковых — процент попадания штрафных) в среднем за сезон.
В плей-офф «Уорриорз» вновь добрались до финала и встретились с «Кливлендом». Но в этот раз, поведя в серии 3—1, «Голден Стэйт» трижды подряд уступил и не смог повторить прошлогодний успех.

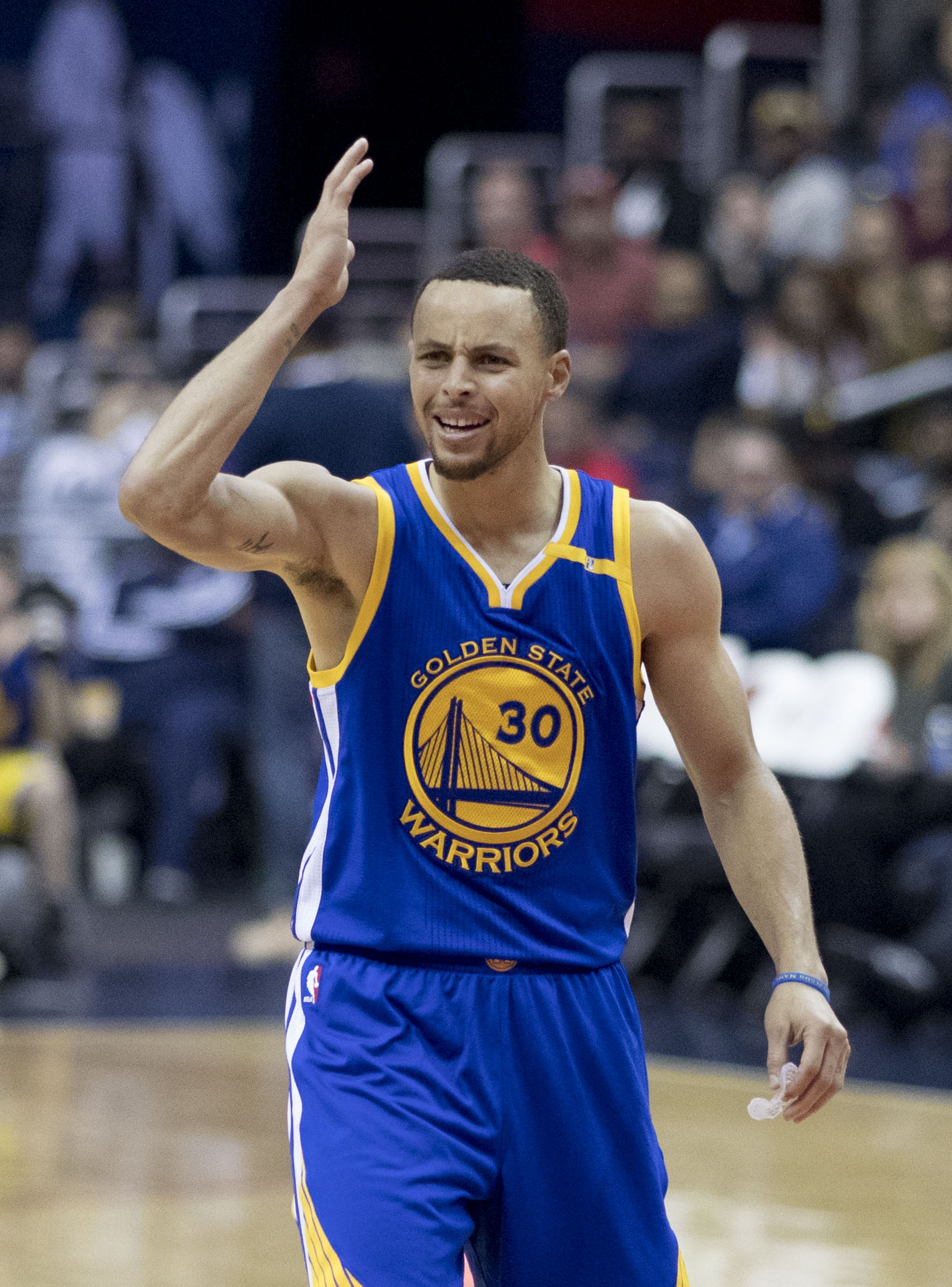
Февраль 2017 года

В сезоне 2016/17 к команде присоединился Кевин Дюрант. Решение звёздного форварда присоединиться к «Голден Стэйт» вызвало волну критики. Они с Карри создали отличный тандем. Изначально перед сезоном «Уорриорз» были главными фаворитами сезона. Команда в итоге одержала 67 побед и проиграла 15 встреч. В первом раунде плей-офф сеяные под первым номером «Уорриорз» встречались с Портленд Трэйл Блэйзерс и уверенно одержали вверх с общим счетом 4-0. Стефен Карри в первом раунде набирал в среднем за игру 29,8 очка, 5,3 подбора, 6,5 передачи, 2 перехвата и 0,8 блок-шота. Во втором раунде соперником «Воинов» была Юта Джаз. «Уорриорз» также уверенно взяли вверх со счетом 4-0. Здесь Карри набирал чуть меньше. 24,5 очка, 5,3 подбора, 5,5 передач, 0,8 перехвата и 0,3 блок-шота. Следующим соперником «Голден Стэйт» в финале Западной конференции был Сан-Антонио Спёрс. Этим команда предрекали финал запада ещё в прошлом году, но Сан-Антонио тогда проиграли в полуфинале запада Оклахома Сити Тандер 2:4. В первой игре травму получил лидер «Спёрс» Кавай Леонард, что во многом предрешило исход финала. «Уорриорз» прошли катком по «Спёрс» 4—0. Карри сделал один из самых больших вкладов в победу для «Воинов». Его статистика в финале запада 31,5 очка, 6 подбора, 4,8 передачи и 3 перехвата. Он попадал трехочковые с процентом 46,7 %, а с игры 56,4 %.
В финале НБА «Голден Стэйт» обыграли «Кливленд Кавальерс» со счетом 4:1 и выиграли чемпионат. Карри набрал 26,8 очка, 8 подборов, 9,4 передачи, 1 перехват и 1,5 блок-шота. Это позволило ему стать двукратным чемпионом НБА.
Сезон 2017/18 «Уорриорз» завершили с показателями 58-24 в регулярном чемпионате и заняли по итогам сезона второе место в западной конференции, уступив лишь «Хьюстону». Хотя «Воины» не особо стремились к первому месту в конференции, проведя регулярный чемпионат в щадящем режиме. Карри набирал по итогам регулярки в среднем по 26,4 очка, 6,1 передачи, 5,1 подбора и 1,6 перехвата, попадая с игры с процентом 49,5, из за дуги с процентом 42,3, и со штрафной с показателями 92,1 %.
В первом раунде «Голден Стэйт Уорриорз» встретились против «Сан-Антонио Спёрс». Карри в этой серии не принимал участие из за травмы, но «Воины золотого штата» все равно нанесли техасцам уверенное поражение в серии со счетом 1-4. Карри вернулся уже в полуфинале конференции против «Нью-Орлеан Пеликанс». «Уорриорз» победили «Пеликанов» также без особо сопротивления 4-1.
В финале западной конференции они встретились против «Хьюстон Рокетс». Игра затянулась на долгих семь игр, в которых вверх взяли подопечные Стива Керра. В среднем за игру в этой серии Карри набирал ровно 25 очков, делал по 5,7 ассиста, и собирал по 6,5 подбора. Особенно помогли «Уорриорз» «трёхи» Карри в игре под номером семь.
В финале НБА 4 год подряд встречались «Голден Стэйт Уорриорз» и «Кливленд Кавальерс». «Кавальерс» не удалось навязать команде из Калифорнии борьбу и они уступили со счетом 0-4. МВП финала стал Кевин Дюрант, а показатели Карри в финале равнялись в среднем 27,5 очкам, 6,7 ассиста, 6 подбора, 1,5 перехвата. В финале он попадал из за дуги с процентом 38,7, а с игры с процентом 38,3.
Сезон 2018/19 «Голден Стэйт Уорриорз» завершили с показателями 58-24 в регулярном чемпионате. По итогу сезона заняли 1 место в западной конференции. Карри проведя 69 игр, набирал в среднем 27,3 очка, 5,3 подбора, 5,2 передач оказавшись на 6 месте в списке бомбардиров текущего сезона. Процент реализации с игры у него был 47, трёхочковые 44 (попадав при этом 5,1 трёхочковых в среднем за игру, что лишний раз доказывает каков уровень его снайперских качеств), процент реализации штрафных составлял 92.
В первом раунде плей-офф команда встречалась с Лос-Анджелес Клипперс. Карри по ходу серии набирал 52 % с игры, 51,5 % трёхочковых и высокий процент со штрафной линии — 98,3. «Голден Стэйт Уорриорз» выиграли эту серию со счётом 4-2. Серия была тяжёлой и напряженной для обеих команд.
В полуфинале конференции «Голден Стэйт Уорриорз» встретились со своим давним врагом «Хьюстон Рокетс». «Уорриорз» играли наравне со своим соперником, счёт в серии был 2-2, но в 5 матче потеряли своего форварда Кевина Дюранта из-за травмы икроножной мышцы, но всё же смогли выиграть «Рокетс». И в 6 матче играя в гостях, «Уорриорз» за счёт своего лидера Стефена Карри, смогли выиграть эту серию со счётом 4-2. Карри набирал в среднем 23.8 очка.
Финал конференции «Голден Стэйт» выиграл у «Портленд Блэйзерс» со счётом 4-0. Карри играл против своего родного младшего брата Сета Карри.
Все 4 игры были очень сложными, у «Блэйзерс» были шансы забрать победу в нескольких матчах, но всё закончилось быстро. Карри очень хорошо сыграл в этой серии, набирая по 36,5 очков в среднем. Карри вывел свою команду в 5 раз подряд в финал НБА, где они встретились с первыми игравшими в финале НБА «Торонто Рэпторс» ведомые Каваем Леонардом.
«Голден Стэйт Уорриорз» 5-й раз подряд вышли в финал НБА. «Уорриорз» проигрывали по ходу серии 1-3, где им на помощь вышел не до конца восстановившийся Кевин Дюрант. Но в 5-й игре Кевин только усугубил свою травму и набрав 11 очков он получил серьёзную травму «Разрыв ахиллова сухожилия». «Голден Стэйт» выиграли этот матч, за счёт в конце матча решающих трёхочковых Карри и ещё одного лидера Клея Томпсона. 6 матч проходил дома на «Оракл арене». «Уорриорз» уверенно шли по ходу матча, но по ходу серии лишились ещё 2 игроков ротации. К концу 3-й четверти после 2 очков в быстрым отрыве, травму колена получил лидер команды Клей Томпсон. Он не смог до конца доиграть матч и был вынужден покинуть площадку. Травма оказалась очень серьёзной — разрыв крестообразных связок. Также после 5 матча, вывих ключицы получил тяжёлый форвард Кевон Луни, который также не смог вернуться на площадку. Карри был очень расстроен из-за потери своих лидеров и не смог оставшийся один добыть победу. На последних секундах не смог забить решающий трёхочковый и команда проиграла серию со счётом 4-2. «Торонто Рэпторс» впервые в своей истории стали чемпионами НБА.
Летом после сезона 2018/19 команда переехала из Окленда в Сан-Франциско, на новую арену «Chase center». Также форвард Кевин Дюрант решил покинуть клуб и отправился в «Бруклин Нетс», где «Уорриорз» выменяли разыгрывающего и атакующего защитника Д’Анджело Рассела.

#### Период спада
Сезон 2019/20 начался огромной потерей для «Уорриорз». 30 октября многолетний лидер команды Стефен Карри, получил перелом левой руки, в 4 матче регулярного чемпионата с «Финикс Санз». Карри выбыл приблизительно на 3-4 месяца и как сообщалось должен вернуться в строй не раньше февраля. Вскоре началась пандемия коронавируса, и сезон был закончен для команд, которые лишились шансов на выход в плей-офф. «Голден Стэйт» были одной из этих команд.
Перед началом сезона 2020/21 «Уорриорз» потеряли на весь сезон своего лидера Клея Томпсона из-за очередной серьёзной травмы, на этот раз это был разрыв ахиллова сухожилия, травма которую он получил на тренировке. Стефен же в свою очередь восстановился от травмы и вернул свою прежнюю форму. Он стал самым результативным игроком по ходу этого сезона, набирав в среднем рекордные для себя в карьере 32 очка, 5,8 передач и 5,5 подборов.
«Уорриорз» неплохо выступили по ходу регулярного чемпионата, но из-за сильного падения уровня игры в атаке своего лидера Дрэймонда Грина и прибывшего совсем ещё сырым из «Миннесоты» Эндрю Уиггинса, которого «Уорриорз» обменяли на Д’Анджело Рассела, команда заняла лишь 8 место в своей конференции. Команда стала заметно слабее также из-за потери своих ветеранов в лице Андре Игудалы и Шона Ливингстона. В «Уорриорз» появилось много молодых и перспективных, но пока ещё полностью не готовых давать отпор сильнейшим командам лиги игроков. Из-за этого во многих играх Карри пришлось брать практически всю ответственность на себя.
4 января 2021 года в матче с Портленд Блейзерс, набрал рекордные в карьере 62 очка.
Ближе к концу регулярки «Голден Стэйт» нашли свою игру, Карри одну за одной вытаскивал игры против более сильных команд, тем самым он помог попасть клубу в новый созданный лигой турнир «плей-инн». Там они встретились с «Лейкерс», которым проиграли в равной борьбе и вскоре проиграли «Мемфису», тем самым потеряв право на участие в плей-офф.

#### Сезон 2021/22: 4 титул
15 декабря 2021 года Карри установил абсолютный рекорд реализованных трёхочковых бросков в истории НБА, обогнав Рея Аллена, имевшего 2973 реализованных 3-очковых.

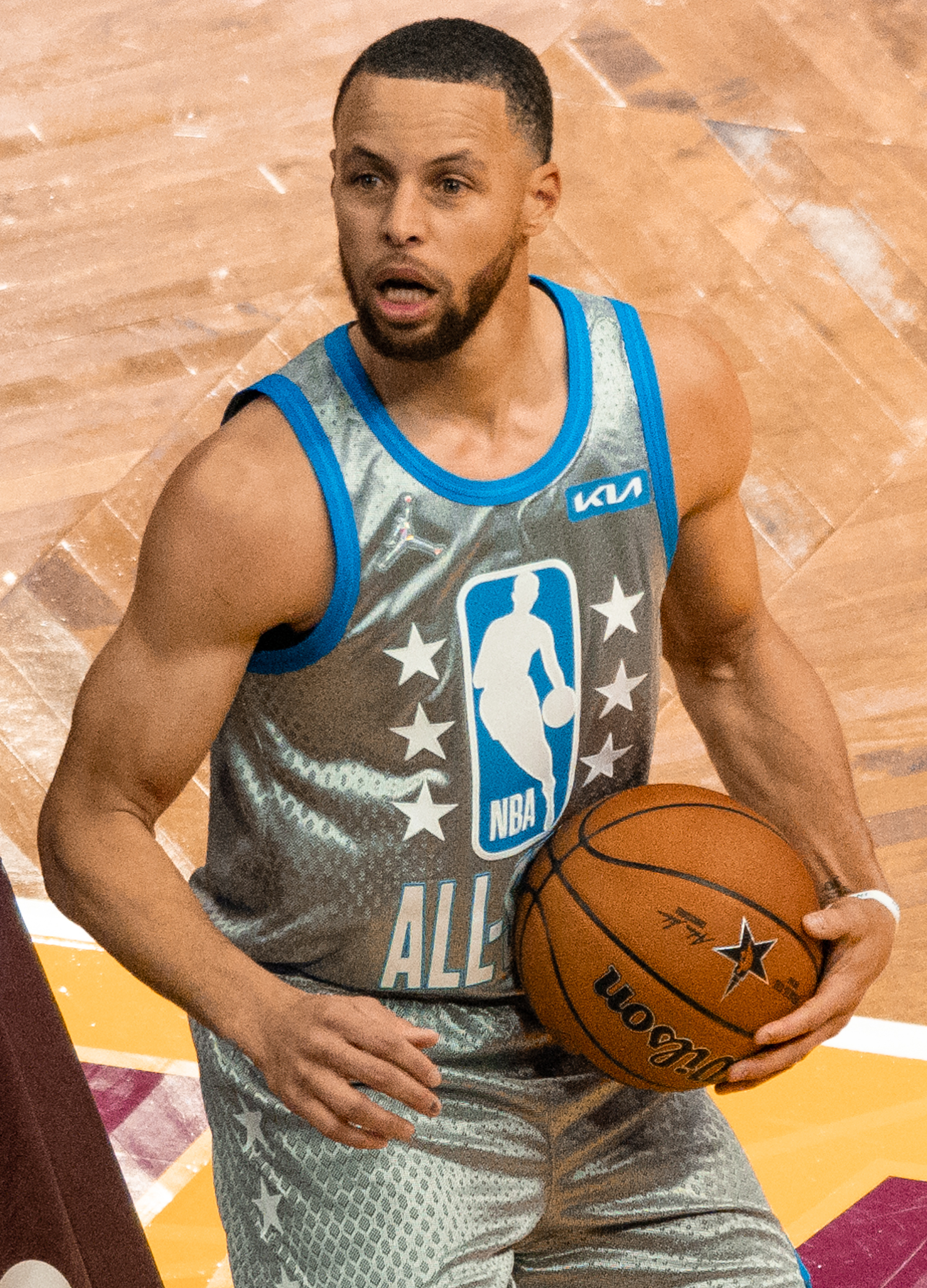
Матч всех звёзд НБА. 20 февраля 2022 года

20 февраля 2022 года был признан MVP Матча всех звёзд, который проходил в Кливленде. Карри набрал 50 очков и реализовал рекордные для данного мероприятия 16 трёхочковых бросков.
В сезоне 21/22 Карри имел худший процент в карьере попаданию как с игры, так и с трёхочковой позиции. Но это не помешало команде занять 3 место в западной конференции и уверено попасть в плей-офф. Там они обыграли «Денвер Наггетс» в 1 раунде со счетом 4-1. Далее выиграли у «Мемфис Гриззлис» со счётом 4-2, которые очень удивили всех в новом сезоне и смогли занять 2 место в западной конференции. В финале конференции «Уорриорз» встретились с «Даллас Маверикс», лидером которых являлся молодой и супер перспективный игрок Лука Дончич. Игроки из «Далласа» ничего не смогли противопоставить команде Карри и проиграли со счётом 4-1. Стефен Карри и «Голден Стэйт» отправились в свой 6 финал, где встретились с молодой и сильной командой «Бостон Селтикс». Финал затянулся на 6 игр, победу в которой взяли игроки «Голден Стэйт». Стефен Карри провёл свой лучший финал в карьере, набирая в среднем 31.2 очка, 4,4 передачи, 6.0 подборов и 2 перехвата за игру. Завоевал свой 4 титул и впервые
в карьере выиграл MVP финала НБА.
В 2022 году стало известно, что компания Apple готовит документальный фильм о Стефене Карри, который будет называться «Недооценённый».

#### Сезон 2022/23: Попытка защиты титула
В сезоне 22/23 Карри провёл 56 игр, набирая в среднем 29.4 очка и рекордные в карьере 6.1 подборов. Стефен получил несколько травм походу сезона и из-за этого был включён лишь во 2 пятерку лучших игроков сезона. Также был выбран в 9 раз на Матч всех звёзд НБА, но не смог не принять в нём участие из-за травмы. Регулярный сезон провёл на высочайшем уровне с линейкой 49,3/42,7/92% за игру. Многих удивлял тот факт, что Карри будучи которому уже 35 лет, до сих пор считается одним из лучших игроков лиги и заставляет команды соперника использовать двойную опеку при попытки его остановить.
В плей-офф Уорриорз вышли с 6 места. В 1 раунде посева им попались впервые вышедшие за 16 лет в плей-офф «Сакраменто Кингз». Тренером которых является Майк Браун, бывший ассистент тренера Голден Стэйт. Счёт в серии 4-3 победу в которой одержали Уорриорз. В 7 игре Карри установил рекорд лиги набрав 50 очков. Никто раннее не набирал очков больше в 7 игре любого раунда.
Во 2 раунде команда вышла на Лос-Анджелес Лейкерс. Очевидно что озёрники за счёт таких игроков как Леброн Джеймс и Энтони Дэвис были физически сильнее своих оппонентов. Уорриорз полностью проиграли свой щит и не смогли под кольцом соперника оказать данное противоборство. Лейкерс по всем параметрам оказались сильнее калифорнийцев и победили со счётом 4-2.
Летом после вылета из плей-офф в команде произошли кадровые корректировки. Уорриорз обменяли Джордана Пула в Вашингтон Уизардс. Получив опытнейшего ветерана Криса Пола. Считая что Крис сможет разгрузить Стефена в атаке, сняв с него задачи плеймейкера и полностью переключить на набор очков.
Компания Apple выпустила фильм «Стефен Карри: Недооценённый», показав путь от не особо подающего надежды в школе, до одного из лучших игроков в истории НБА.

#### Сезон 2023/24: Клатч-игрок года
1 ноября 2023 года Карри стал первым игроком в истории НБА, которому удалось забросить трехочковый в 250 матчах регулярного чемпионата подряд. 3 ноября он забил победный бросок в матче против «Оклахома-Сити Тандер» (141-139). 16 декабря Карри набрал 37 очков, реализовав 14 из 22 бросков, в том числе 6 из 8 — из-за дуги, в победе над «Бруклин Нетс» со счетом 124-120. Он стал первым игроком в истории НБА, забросившим 3500 трехочковых за карьеру. 27 января 2024 года Карри набрал 46 очков и забросил девять трехочковых в матче с «Лос-Анджелес Лейкерс» (145:114) в двойном овертайме.
1 февраля Карри был заявлен на свою десятую Игру всех звезд и первую в качестве запасного. 3 февраля Карри набрал максимальные в сезоне 60 очков, реализовав 22 из 38 бросков с игры и забив 10 трехочковых в овертайме в матче с «Атлантой Хокс» (141:134), установив несколько рекордов НБА: он присоединился к Коби Брайанту как единственный игрок в истории, набравший 60 очков после 35 лет; он стал вторым игроком после Рика Бэрри, набравшим не менее 60 очков при шести попытках штрафных бросков; он присоединился к Дэмиану Лилларду и Карлу-Энтони Таунсу как единственным игрокам, набравших не менее 60 очков и реализовавших 10 трехочковых бросков в игре регулярного чемпионата; он стал первым игроком в истории, набирающим в среднем более 40 очков за игру при линейке точности 50-40-100 в течение четырех игр.
8 февраля Карри набрал 42 очка, реализовав 15 из 22 бросков с игры, включая рекордные в сезоне 11 из 16 попаданий из-за дуги, в победе над «Индианой Пэйсерс» со счетом 131-109. 10 февраля Карри набрал 30 очков и девять подборов, а также реализовал победный трехочковый в победе над «Финикс Санз» со счетом 113-112.
25 апреля Карри был назван лучшим клатч-игроком года в НБА 2023/24, опередив Демара Дерозана и Шая Гилджеса-Александера и став лидером лиги по очкам в клатче в сезоне.

#### Сезон 2024/25: Второй MVP матча всех звезд и 4000 3-очковых
30 августа 2024 года Карри подписал с «Уорриорз» однолетний контракт на сумму 62,6 млн долларов на сезон 2026/27, став первым игроком НБА, заработавшим 60 млн долларов за один сезон. Он также присоединился к Леброну Джеймсу и Кевину Дюранту как единственным игрокам в истории, заработавшим 500 млн долларов за карьеру.
10 ноября 2024 года Карри набрал 36 очков и сделал семь передач в победе над «Оклахома-Сити Тандер» со счетом 127-116. Два дня спустя он набрал все последние двенадцать очков «Голден Стэйт», набрав 37 очков, 6 подборов и 9 передач, в победе над «Даллас Маверикс» со счетом 120-117, которая стала первым возвращением Клея Томпсона в район залива после его ухода в «Даллас» в межсезонье по соглашению сторон. 25 декабря 2024 года Карри набрал максимальные в сезоне 38 очков и 6 передач в матче с «Лос-Анджелес Лейкерс» (115:113). Он попал 8 из 15 с трехочковой дистанции, установив рекорд рождественской игры. 2 января 2025 года Карри набрал 30 очков, 10 передач и впервые в карьере попал 8 из 8 из-за дуги в победе над «Филадельфией Севенти Сиксерс» со счетом 139-105, став первым игроком в истории НБА, которому удалось добиться такого показателя. Он также превзошел Майкла Джордана по количеству 30-очковых игр среди защитников в возрасте 35 лет и старше. 25 января Карри был назван стартовым игроком Западной конференции на матче всех звезд НБА 2025 года, что стало его одиннадцатым общим выбором и десятым.
8 февраля 2025 года Карри набрал 34 очка, сделал шесть передач и восемь трехочковых бросков в выездной победе над «Чикаго Буллз» со счетом 132-111. Он набрал 24 очка в третьей четверти, что стало его 41-й 20-очковой четвертью в карьере - самый большой показатель среди всех игроков с тех пор, как НБА начала отслеживать данные о результатах игр в сезоне 1997/98. Два дня спустя, в своей 1000-й игре регулярного сезона, Карри повторил свой рекорд сезона - 38 очков и взял шесть подборов - в выездной победе над «Милуоки Бакс» со счетом 125-111. Он присоединился к Леброну Джеймсу, Майклу Джордану и Карлу Мэлоуну как единственным игрокам в истории, записавшие на свой счет четыре подряд 30-очковых матча в возрасте 36 лет и старше. 16 февраля Карри получил свою вторую награду MVP  матча всех звезд, набрав 20 очков и забросив шесть трехочковых в двух матчах обновленного формата мини-турнира. Он присоединился к Леброну Джеймсу, Мэджику Джонсону и Майклу Джордану как единственным игрокам в истории, получившим как минимум две награды MVP лиги, две награды MVP матча всех звезд и награду MVP финала за карьеру. 27 февраля Карри набрал 56 очков при 16 из 25 попаданиях, включая 12 трехочковых, в выездной победе над «Орландо Мэджик» со счетом 121-115. В третьей четверти он обошел «Мэджик» со счетом 22-21 и набрал свой третий 50-очковый матч после 35 лет, что является самым большим показателем в истории НБА. Он также сравнялся с Клеем Томпсоном по количеству игр за карьеру (3), в которых было сделано не менее 12 трехочковых бросков. 6 марта Карри набрал 40 очков и сделал семь трехочковых бросков, включая попадание под сирену со своей половины, в выездной победе над «Бруклин Нетс» со счетом 121-119.  Два дня спустя он набрал 32 очка в победе над «Детройт Пистонс» (115:110) и перешагнул отметку в 25 000 очков за карьеру, заняв 26-е место в истории НБА по количеству очков. 13 марта Карри перешагнул отметку в 4000 трехочковых за карьеру в победе над «Сакраменто Кингз» (130:104), став первым игроком в истории НБА, который открыл клуб 4000.
28 марта 2025 года Стефен Карри вернулся после травмы и набрал 23 очка в победном матче с «Нью-Орлеан Хорнетс» (111:95), а также 4 подбора, 6 передач и 3 перехвата.
1 апреля Карри набрал 52 очка, сделал 10 подборов, восемь передач, пять перехватов и забросил 12 трехочковых бросков в выездной победе над «Мемфис Гриззлис» со счетом 134:125. Он стал первым игроком в истории НБА, набравшим не менее 50 очков, сделавшим 10 трехочковых и 5 перехватов в одной игре, и обошел Джерри Уэста в списке лучших бомбардиров всех времен. 3 апреля Карри набрал 37 очков и сделал 6 передач в выездной победе над «Лос-Анджелес Лейкерс» со счетом 123:116. На следующий день он набрал 36 очков, пять передач и семь трехочковых в победе над «Денвер Наггетс» со счетом 118:104, обеспечив «Уорриорз» первую победу над «Наггетс» с марта 2022 года. 13 апреля Карри набрал 36 очков, шесть передач и семь трехочковых в последней игре регулярного сезона в поражении от «Лос-Анджелес Клипперс» со счетом 119:124. Он закончил сезон лидером лиги по проценту штрафных бросков в пятый раз в своей карьере, сравнявшись с Реджи Миллером по этому показателю с третьим результатом в истории НБА. 24 апреля в матче против «Хьюстон Рокетс» Карри стал 11-м игроком в истории НБА с 4000 набранными очками в плей-офф.

## Личная жизнь
30 июля 2011 года Карри женился на своей давней подруге и уроженке Торонто Айеше Александр в Шарлотте. У них родились две дочери (2012 и 2015) и сын (2018). В июле 2019 года Карри заплатил 31 миллион долларов за дом в Атертоне, Калифорния. Младший брат Карри, Сет, также является профессиональным баскетболистом, а его младшая сестра, Сайдел, играла в волейбол в Университете Элон.
Карри является одним из самых успешных игроков НБА, а также стал международной знаменитостью, наравне с четырёхкратным MVP Леброном Джеймсом. Как и Джеймса, его считают лицом НБА, но он сказал, что это его не мотивирует, и он не стремится «занять трон Леброна или что-то в этом роде». На этом разговор для меня прекращается". Его яркая игра и желание добиваться больших результатов в решающих моментах сделали его любимцем фанатов, а его небольшое телосложение, как говорят, сделало его успех более достижимым для молодых поклонников НБА. Майка Карри была самой продаваемой в НБА в сезонах 2015-16 и 2016-17 гг.
Карри широко известен своим партнерством с Under Armour, где он считается «лицом их линии обуви». Первоначально подписав контракт с Nike, Карри стал партнером Under Armour в межсезонье 2013 года. Когда Карри стал самым ценным игроком и одним из самых популярных спортсменов в мире, продажи его обуви стали важным фактором для бренда, а цены на акции росли и падали в зависимости от успеха обувной линии Карри.

## Статистика

### Статистика в НБА
| Сезон                                                                                    | Команда      | Регулярный сезон | Регулярный сезон | Регулярный сезон | Регулярный сезон | Регулярный сезон | Регулярный сезон | Регулярный сезон | Регулярный сезон | Регулярный сезон | Регулярный сезон | Регулярный сезон | Серия плей-офф | Серия плей-офф | Серия плей-офф | Серия плей-офф | Серия плей-офф | Серия плей-офф | Серия плей-офф | Серия плей-офф | Серия плей-офф | Серия плей-офф | Серия плей-офф |
| Сезон                                                                                    | Команда      | GP               | GS               | MPG              | FG%              | 3P%              | FT%              | RPG              | APG              | SPG              | BPG              | PPG              | GP             | GS             | MPG            | FG%            | 3P%            | FT%            | RPG            | APG            | SPG            | BPG            | PPG            |
| ---------------------------------------------------------------------------------------- | ------------ | ---------------- | ---------------- | ---------------- | ---------------- | ---------------- | ---------------- | ---------------- | ---------------- | ---------------- | ---------------- | ---------------- | -------------- | -------------- | -------------- | -------------- | -------------- | -------------- | -------------- | -------------- | -------------- | -------------- | -------------- |
| 2009/10                                                                                  | Голден Стэйт | 80               | 77               | 36,2             | 46,2             | 43,7             | 88,5             | 4,5              | 5,9              | 1,9              | 0,2              | 17,5             | Не участвовал  | Не участвовал  | Не участвовал  | Не участвовал  | Не участвовал  | Не участвовал  | Не участвовал  | Не участвовал  | Не участвовал  | Не участвовал  | Не участвовал  |
| 2010/11                                                                                  | Голден Стэйт | 74               | 74               | 33,6             | 48,0             | 44,2             | 93,4             | 3,9              | 5,8              | 1,5              | 0,3              | 18,6             | Не участвовал  | Не участвовал  | Не участвовал  | Не участвовал  | Не участвовал  | Не участвовал  | Не участвовал  | Не участвовал  | Не участвовал  | Не участвовал  | Не участвовал  |
| 2011/12                                                                                  | Голден Стэйт | 26               | 23               | 28,1             | 49,0             | 45,5             | 80,9             | 3,4              | 5,3              | 1,5              | 0,3              | 14,7             | Не участвовал  | Не участвовал  | Не участвовал  | Не участвовал  | Не участвовал  | Не участвовал  | Не участвовал  | Не участвовал  | Не участвовал  | Не участвовал  | Не участвовал  |
| 2012/13                                                                                  | Голден Стэйт | 78               | 78               | 38,2             | 45,1             | 45,3             | 90,0             | 4,0              | 6,9              | 1,6              | 0,2              | 22,9             | 12             | 12             | 41,4           | 43,4           | 39,6           | 92,1           | 3,8            | 8,1            | 1,7            | 0,2            | 23,4           |
| 2013/14                                                                                  | Голден Стэйт | 78               | 78               | 36,5             | 47,1             | 42,4             | 88,5             | 4,3              | 8,5              | 1,6              | 0,2              | 24,0             | 7              | 7              | 42,4           | 44,0           | 38,6           | 88,1           | 3,6            | 8,4            | 1,7            | 0,1            | 23,0           |
| 2014/15                                                                                  | Голден Стэйт | 80               | 80               | 32,7             | 48,7             | 44,3             | 91,4             | 4,3              | 7,7              | 2,0              | 0,2              | 23,8             | 21             | 21             | 39,3           | 45,6           | 42,2           | 83,5           | 5,0            | 6,4            | 1,9            | 0,1            | 28,3           |
| 2015/16                                                                                  | Голден Стэйт | 79               | 79               | 34,2             | 50,4             | 45,4             | 90,8             | 5,4              | 6,7              | 2,1              | 0,2              | 30,1             | 18             | 17             | 34,1           | 43,8           | 40,4           | 91,6           | 5,5            | 5,2            | 1,4            | 0,3            | 25,1           |
| 2016/17                                                                                  | Голден Стэйт | 79               | 79               | 33,4             | 46,8             | 41,1             | 89,8             | 4,5              | 6,6              | 1,8              | 0,2              | 25,3             | 17             | 17             | 35,3           | 48,4           | 41,9           | 90,4           | 6,3            | 6,7            | 2,0            | 0,2            | 28,1           |
| 2017/18                                                                                  | Голден Стэйт | 51               | 51               | 32,0             | 49,5             | 42,3             | 92,1             | 5,1              | 6,1              | 1,6              | 0,2              | 26,4             | 15             | 14             | 37,0           | 45,1           | 39,5           | 95,7           | 6,1            | 5,4            | 1,7            | 0,7            | 25,5           |
| 2018/19                                                                                  | Голден Стэйт | 69               | 69               | 33,8             | 47,2             | 43,7             | 91,6             | 5,3              | 5,2              | 1,3              | 0,4              | 27,3             | 22             | 22             | 38,4           | 44,1           | 37,7           | 94,3           | 6,0            | 5,7            | 1,1            | 0,2            | 28,2           |
| 2019/20                                                                                  | Голден Стэйт | 5                | 5                | 27,9             | 40,2             | 24,5             | 100,0            | 5,2              | 6,6              | 1,0              | 0,4              | 20,8             | Не участвовал  | Не участвовал  | Не участвовал  | Не участвовал  | Не участвовал  | Не участвовал  | Не участвовал  | Не участвовал  | Не участвовал  | Не участвовал  | Не участвовал  |
| 2020/21                                                                                  | Голден Стэйт | 63               | 63               | 34,2             | 48,2             | 42,1             | 91,6             | 5,5              | 5,8              | 1,2              | 0,1              | 32,0             | Не участвовал  | Не участвовал  | Не участвовал  | Не участвовал  | Не участвовал  | Не участвовал  | Не участвовал  | Не участвовал  | Не участвовал  | Не участвовал  | Не участвовал  |
| 2021/22                                                                                  | Голден Стэйт | 64               | 64               | 34,6             | 43,7             | 38,0             | 92,3             | 5,2              | 6,3              | 1,3              | 0,4              | 25,5             | 22             | 18             | 34,7           | 45,9           | 39,7           | 82,9           | 5,2            | 5,9            | 1,3            | 0,4            | 27,4           |
| 2022/23                                                                                  | Голден Стэйт | 56               | 56               | 34,7             | 49,3             | 42,7             | 91,5             | 6,1              | 6,3              | 0,9              | 0,4              | 29,4             | 13             | 13             | 37,9           | 46,6           | 36,3           | 84,5           | 5,2            | 6,1            | 1,0            | 0,5            | 30,5           |
| 2023/24                                                                                  | Голден Стэйт | 74               | 74               | 32,7             | 45,0             | 41,0             | 92,3             | 4,5              | 5,1              | 0,7              | 0,4              | 26,4             | Не участвовал  | Не участвовал  | Не участвовал  | Не участвовал  | Не участвовал  | Не участвовал  | Не участвовал  | Не участвовал  | Не участвовал  | Не участвовал  | Не участвовал  |
|                                                                                          | Всего        | 956              | 950              | 34,2             | 47,3             | 42,6             | 91,0             | 4,7              | 6,4              | 1,5              | 0,2              | 24,8             | 147            | 141            | 37,4           | 45,3           | 39,7           | 88,9           | 5,4            | 6,2            | 1,5            | 0,3            | 27,0           |
| Наведите курсор мыши на аббревиатуры в заголовке таблицы, чтобы прочесть их расшифровку. |              |                  |                  |                  |                  |                  |                  |                  |                  |                  |                  |                  |                |                |                |                |                |                |                |                |                |                |                |

### Статистика в NCAA
| Сезон | Команда  | Conf     | Class | GP  | GS  | MPG  | FG%  | 3P%  | FT%  | RPG | APG | SPG | BPG | PPG  |
| --- | -------- | -------- | ----- | --- | --- | ---- | ---- | ---- | ---- | --- | --- | --- | --- | ---- |
| 2006/07 | Дэвидсон | Southern | FR    | 34  | 33  | 30,9 | 46,3 | 40,8 | 85,5 | 4,6 | 2,8 | 1,8 | 0,2 | 21,5 |
| 2007/08 | Дэвидсон | Southern | SO    | 36  | 36  | 33,1 | 48,3 | 43,9 | 89,4 | 4,6 | 2,9 | 2,0 | 0,4 | 25,9 |
| 2008/09 | Дэвидсон | Southern | JR    | 34  | 34  | 33,7 | 45,4 | 38,7 | 87,6 | 4,4 | 5,6 | 2,5 | 0,2 | 28,6 |
| Всего | Всего    | Всего    | Всего | 104 | 103 | 32,6 | 46,7 | 41,2 | 87,6 | 4,5 | 3,7 | 2,1 | 0,3 | 25,3 |
| Наведите курсор мыши на аббревиатуры в заголовке таблицы, чтобы прочесть их расшифровку Статистика приведена с сайта sports-reference.com |          |          |       |     |     |      |      |      |      |     |     |     |     |      |